# Сена (департамент)
Сена (фр. département de la Seine, первоначально Париж, Paris) — существовавший с 1790 года по 1968 год департамент Франции, самый малый по территории (480 км²), но самый значительный по количеству жителей во Франции. Делился на три округа: Париж, Сен-Дени и Со (Sceaux). Упразднён законом от 10 июля 1964 года о реорганизации парижского региона, а его территория поделена на четыре новых департамента:
- Париж (одна коммуна из 20 округов)
- О-де-Сен (27 коммун)
- Сен-Сен-Дени (24 коммуны)
- Валь-де-Марн (29 коммун).

## Население
Был одним из немногих департаментов во Франции, население которого постоянно росло в XIX в.:
- в 1800 года насчитывалось 630,5 тыс.,
- в 1831 года 935 тыс.,
- в 1851 году 1422 тыс.,
- в 1872 году 2220 тыс.,
- в 1881 году 2794 тыс.

## География
- Поверхность — равнинная; уровень у Парижа — 26 м над морем.
- Главные высоты: Монмартр (100 м), М. Валериен (104 м), около Рони 92 м, около Со 143 м.
- Реки Сена, Марна, Бьевра и каналы Урк, Сен-Дени и Сен-Мартен.
- Почва малоплодородная (известково-мергелистая), но вследствие интенсивной обработки и удобрения очень продуктивная (садоводство и огородничество). Ломки камня и гипса.

## Известные уроженцы
- Дуэ, Брижитт, французский политический деятель и депутат Европейского парламента.
- Луазо, Жанна (1854—1921), французская писательница, поэтесса и переводчица; борец за права женщин.